# Luật Hiến pháp Hoa Kỳ
Bài này tuy liên quan đến Hiến pháp Hoa Kỳ nhưng chỉ tập trung nói về mặt ứng dụng của nó trong thực tế, đứng trên góc nhìn pháp lý.
Hệ thống luật pháp ở Hoa Kỳ là kết quả quá trình lịch sử phát triển từ các chế độ thuộc địa (colonialism) đi lên thể chế liên bang (federalism).  Sau khi chiến tranh giành độc lập kết thúc, các tiểu bang (thuộc địa cũ) chọn gia nhập vào liên bang (hiệp chủng quốc) để tạo nên một quốc gia mới.  Trong quá trình thương lượng giữa 13 tiểu bang đầu tiên khi lập quốc và viết nên Hiến pháp, các tiểu bang muốn duy trì chính phủ và luật riêng của mình, và chỉ đồng ý bàn giao một số quyền nhất định cho chính quyền liên bang.  Kết quả hiệp thương ấy là bản Hiến pháp Hoa Kỳ năm 1776 trong đó các khai quốc công thần (founding fathers) đã thiết kế nên thể chế tam quyền phân lập nhằm tránh lặp lại thảm cảnh mà chính quyền Anh quốc (mẫu quốc) đã áp đặt nền trị vì hà khắc đầy lạm dụng quyền lực lên nhân dân thuộc địa Mỹ.  Hiến pháp Hoa Kỳ đã tạo nên một thể chế hoàn toàn mới, trong đó hệ thống Tòa án thực tế hoạt động độc lập với hệ thống Hành pháp và hệ thống Lập pháp, đồng thời phối hợp cùng hoạt động trong một chính phủ (government) thống nhất. Hiến pháp đã giao thẩm quyền và quyền hạn rộng lớn cho Tòa án Tối cao Liên Bang. Ở đây chỉ tập trung nói về những nguyên tắc hoạt động và nguyên lý liên quan đến Luật Hiến pháp Hoa Kỳ.
Xem toàn văn của Hiến pháp Hoa Kỳ.
Xem thêm giới thiệu về Tối cao Pháp viện Hoa Kỳ.

## Những tên gọi khác nhau
Tên tiếng Anh "United States Supreme Court" thường được dịch thành Tối cao Pháp viện Hoa Kỳ (Mỹ), Tòa án Tối cao Liên Bang, hoặc đơn giản là Tòa Tối cao.  Lưu ý rằng mỗi tiểu bang Mỹ có Tòa Tối cao riêng của bang và luôn kèm tên tiểu bang (ví dụ: Tòa án Tối cao New York) để phân biệt với Tòa án Tối cao Liên Bang.  Hiến pháp Hoa Kỳ giao quyền xem xét và phán quyết các vấn đề liên quan đến Hiến pháp cho Tòa án Tối cao Liên Bang (và các tòa Liên Bang cấp thấp hơn) nên về mặt nhiệm vụ, Tòa án Tối cao Liên Bang có những chức năng như Tòa Hiến pháp hay Tòa Bảo Hiến dù rằng thẩm quyền và quyền lực của Tòa án Tối cao Liên Bang còn bao quát thêm nhiều lãnh vực khác.  Đa số các quyết định liên quan đến Hiến pháp Hoa Kỳ sau khi trải qua những phiên tòa liên bang ở cấp dưới và được kháng án lên cấp cao nhất, đều được Tòa Tối cao Liên bang thụ lý.  Vì thế, tìm hiểu quá trình xét xử của Tòa Tối cao Liên bang sẽ cho thấy những nét khái quá về Luật Hiến pháp Hoa Kỳ.

## Thẩm quyền của Tòa Tối cao Liên Bang

### Xem xét tính hợp hiến của luật do Quốc hội ban hành
Còn gọi là Nguyên tắc Marbury - dựa trên vụ kiện 'Marbury và Madison' - theo đó Tòa án Liên Bang có thẩm quyền và nghĩa vụ tuyên bố một đạo luật do Quốc hội ban hành là vi hiến nếu Tòa Liên Bang xem xét thấy đạo luật này vi phạm Hiến pháp (Hoa Kỳ).

### Xem xét các phán quyết của tòa án của tiểu bang
Tòa án Liên Bang có thể xem xét các phán quyết của tòa án tiểu bang, nhưng chỉ trong phạm vi nếu các phán quyết ấy dựa trên luật liên bang (federal law).

### Thực thi quyền lực Tòa án do Hiến pháp phân công
Tòa án Liên Bang có quyền quyết định các vụ án:
- có vấn đề liên quan đến Hiến pháp
- có vấn đề liên quan đến luật liên bang (còn gọi là 'câu hỏi luật liên bang' (federal question))
- liên quan đến biển đảo (hàng hải)
- có bất đồng giữa chính quyền của 2 tiểu bang trở lên
- có bất đồng giữa các công dân của những tiểu bang khác nhau
- giữa cá nhân hoặc chính quyền tiểu bang với cá nhân hoặc chính quyền nước ngoài

Lưu ý rằng Tòa án Liên Bang sẽ không xem xét những vụ án liên quan đến bất đồng giữa các công dân của một tiểu bang mà không có 'câu hỏi luật liên bang'.

### Công khai rộng rãi nội dung các phiên tòa
Các phiên tòa đều có ghi loại toàn bộ nhật ký phiên tòa và được đăng tải công khai.  Ví dụ trên trang web của Tòa Tối cao Liên bang Hoa Kỳ http://www.supremecourt.gov/oral_arguments
Các phiên chất vấn, hỏi đáp giữa thẩm phán và các vị luật sư hai bên cũng được thu âm và đăng tải công khai trên trang web của Tòa.

## Những hạn chế quyền lực đối với Tòa án Tối cao Liên Bang

### Từ Quốc hội
Quốc hội (Mỹ) có quyền quyết định những loại án, vụ án nào mà Tòa án Tối cao Liên Bang phải xem xét.  Tức là có quyền đưa vào nghị trình làm việc của Tòa án Tối cao Liên Bang những loại án hoặc vụ án và yêu cầu xem xét.  Tuy nhiên, Quốc hội không thể yêu cầu Tòa án Tối cao Liên Bang xem xét những vấn đề ngoài thẩm quyền của Tòa án Tối cao Liên Bang và vượt các quy định quyền lực Tòa án do Hiến pháp phân công.

### Từ các tòa thấp hơn
Quốc hội có quyền (làm luật để) thiết lập các cấp tòa án thấp hơn và quy định những loại án dành cho các cấp tòa thấp hơn này phân xử.  Dĩ nhiên, Quốc hội cũng không thể yêu cầu các tòa án cấp thấp này xem xét những vấn đề vượt ngoài những quyền lực Tòa án do Hiến pháp đã phân công cho Tòa án Tối cao Liên Bang.
Xem thêm Hệ thống tòa án liên bang Hoa Kỳ

## Phân loại mức độ (chuẩn) xem xét các vụ kiện của Tòa án Tối cao Liên Bang
Tòa sẽ áp dụng một trong ba (3) tiêu chuẩn để xem xét tính hợp pháp (hoặc hợp hiến) của một (hay nhiều) hành vi của chính quyền áp đặt lên một (hay nhiều) công dân dựa trên luật liên bang cụ thể.

### Ba tiêu chuẩn
Có ba (3) chuẩn xem xét khác nhau mà Tòa án Tối cao Liên Bang có thể lựa chọn: theo chuẩn "chỉ cần hợp lý" (mere rationality), theo chuẩn "soi xét toàn diện" (strict scrutiny), và theo chuẩn "xem xét ở mức trung bình" (middle-level review)
- Chuẩn "chỉ cần hợp lý" (mere rationality)

Đây là chuẩn đơn giản nhất.  Khi áp dụng chuẩn này, Tòa án Tối cao Liên Bang sẽ giữ nguyên phán quyết của tòa dưới hoặc đồng ý với chính quyền nếu đáp ứng đủ 2 điều kiện:
1. Mục tiêu chính đáng của chính quyền: đây là một khái niệm khá rộng, ví dụ như các mục đích về sức khỏe, an toàn hay vì chăm lo đời sống xã hội.v.v. đều có thể được Tòa xem là "chính đáng".
2. Có liên hệ hợp lý: Tòa chỉ yêu cầu có một mối liên hệ giữa "hành vi của chính quyền" (đang được xem xét) và "mục tiêu chính đáng" đề ra, và hành vi của chính quyền không được phép hành động bất nhất, thiên vị, bừa bãi hoặc vô lý.

- Chuẩn "soi xét toàn diện" (strict scrutiny)

Đây là chuẩn nghiêm ngặt nhất và khó nhất khi xem xét những hành vi "nặng tay" của chính quyền. Khi áp dụng chuẩn này, Tòa đòi hỏi hành vi "nặng tay" của chính quyền phải đáp ứng đủ 2 điều kiện:
1. Mục tiêu phải cấp thiết: hành vi này không thể đơn giản như ở chuẩn "chỉ cần hợp lý" mà phải là thực sự cần thiết và mang tính bắt buộc.
2. Phương thức cần thiết: hành vi này phải thể hiện một phương thức cần thiết để đạt được "mục tiêu cấp thiết" đề ra, nghĩa là chỉ có giải pháp thực hiện hành vi đó mới đạt được "mục tiêu cấp thiết".  Trong những trường hợp này, nếu Tòa thấy rằng chính phủ có thể sử dụng những phương thức khác, có những hành vi khác "nhẹ tay hơn" mà vẫn đạt được mục tiêu đề ra thì hành vi "nặng tay" của chính phủ sẽ bị xem là "không cần thiết".

- Chuẩn "xem xét ở mức trung bình" (middle-level review)

Đây là một chuẩn nằm giữa 2 chuẩn ở trên.  Khi đó, hành vi của chính quyền sẽ được xem xét đối chiếu với 2 điều kiện:
1. Mục tiêu quan trọng: đây là một "mức độ" ở giữa của "chính đáng" và "cấp thiết"
2. Phương thức có mối liên hệ thực chất: đây cũng là một "mức độ" ở giữa của "liên hệ hợp lý" và "cần thiết".

### Hiệu ứng mang lại
Tùy vào sự chọn lựa về "chuẩn xem xét" của Tòa mà trách nhiệm giải trình thuyết phục sẽ rơi vào phía bên nào trong vụ kiện:
- Trách nhiệm giải trình thuyết phục: đây là trách nhiệm rất nặng nề vì phải thuyết phục các Thẩm phán và trả lời các chất vấn từ các Thẩm phán.

1. Nếu Tòa chọn chuẩn "chỉ cần hợp lý", thì cá nhân muốn kiện chính quyền phải có trách nhiệm giải trình, chứng minh trước Tòa rằng hành vi của chính quyền là vi hiến.
2. Khi Tòa chọn chuẩn "soi xét toàn diện", thì cơ quan chính quyền phải chịu trách nhiệm thuyết phục, chứng minh trước Tòa rằng hành vi của mình là hợp hiến.
3. Nếu Tòa chọn chuẩn "xem xét mức trung bình", thì thông thường cơ quan chính quyền phải chịu trách nhiệm chứng minh trước Tòa.

- Ảnh hưởng đến kết quả phán quyết: sự lựa chọn về chuẩn xem xét có thể giúp đoán trước phần nào kết quả vụ kiện.

Thông thường, những vụ kiện mà Tòa áp dụng chuẩn "chỉ cần hợp lý" thì đa số được thuận lợi cho phía chính quyền.  Nhưng nếu Tòa áp dụng chuẩn "soi xét toàn diện" thì phần lớn các hành vi của chính quyền sẽ bị xử thua.  Còn khi Tòa chọn chuẩn "xem xét mức trung bình" thì kết quả là 50-50 không thể biết trước.  Việc chọn loại "chuẩn" nào tùy vào nội dung Hiến pháp liên quan của vụ kiện.

### Phương thức chọn lựa tiêu chuẩn
Tùy theo "lãnh vực" của Hiến pháp mà Tòa sẽ chọn những tiêu chuẩn xem xét khác nhau.  Sau đây là những kiểu áp dụng chuẩn đối với một số lãnh vực Hiến pháp thường thấy trong quá trình hoạt động của Tòa:
- Đối với chuẩn "chỉ cần hợp lý" (mere rationality): sẽ là rất khó khăn cho cá nhân nào muốn kiện hành vi của chính quyền là vi hiến.  Tòa thường áp dụng chuẩn này đối với các vấn đề về:

1. Điều khoản Thương mại Ngầm (Dormant Commerce Clause)
2. Xâm phạm quyền công dân (Substantive due process)
3. Bình đẳng trước pháp luật (Equal protection)
4. Các điều khoản Hợp đồng (Contract Clause)

- Đối với chuẩn "soi xét toàn diện" (strict scrutiny): Sau đây là những lãnh vực của Hiến pháp mà Tòa sẽ xem xét dựa trên những chuẩn mực khắt khe nhất.  Tòa thường áp dụng chuẩn này đối với các vấn đề quan trọng như:

1. Xâm phạm quyền CƠ BẢN của công dân (Substantive due process/Fundamental rights)
2. Bình đẳng trước pháp luật kết hợp phân biệt đối xử hoặc quyền CƠ BẢN công dân
3. Tự do bày tỏ, tự do ngôn luận (Freedom of expression)
4. Tự do tôn giáo, hành đạo (Freedom of Religion/Free Exercise Clause)

- Đối với chuẩn "xem xét ở mức trung bình" (middle-level review) - chiếm một phần nhỏ nhất trong số các vụ kiện được Tòa xem xét khi phân xử các vấn đề sau:

1. Bình đẳng trước pháp luật về mặt giới tính hoặc nhân thân (Equal protection/Semi-suspect)
2. Một số điều khoản về Hợp đồng (Contract Clause)
3. Tự do bày tỏ mà không liên quan đến nội dung (Free expression/non-content-based)

Trong phạm vi bài viết về Luật Hiến pháp Hoa Kỳ, khái niệm 'chính quyền trung ương' có thể được hiểu là 'chính quyền liên bang', nhằm phân biệt với 'chính quyền địa phương' (tức là chính quyền các tiểu bang). Như đã nói ở trên, Hiến pháp Hoa Kỳ thực chất là kết quả một cuộc thương lượng giữa 13 tiểu bang (cựu thuộc địa) để thành lập một nước độc lập.  Các tiểu bang muốn giữ lại cho mình rất nhiều quyền (đang có) và chỉ "bàn giao" cho chính quyền trung ương (liên bang) một số hữu hạn các quyền lực.  Các nhà lập quốc (tập thể biên soạn Hiến pháp) cũng rút kinh nghiệm từ những luật pháp của Anh quốc, lọc bỏ những điều mà họ cho là bất công và bị lợi dụng, và thêm vào những điều khoản nhằm đảm bảo công dân Mỹ được hưởng nhiều quyền tự do cơ bản.  Cho đến ngày nay, Tòa án Tối cao Liên Bang đã có những phán quyết rõ ràng để giải thích Hiến pháp qua những vụ kiện do Tòa thụ lý.  Cũng đã có lúc Tòa ra các phán quyết đảo ngược các phán quyết trước đó của chính mình.  Nhưng đó không phải là tự mâu thuẫn, mà có thể xem là một sự tiến hóa về tư tưởng pháp lý vì pháp luật cũng phải phát triển theo đà tiến triển của xã hội.  Có những việc ngày xưa chấp nhận nhưng ngày nay thì không.  Nhưng cũng có những nguyên tắc Hiến pháp có giá trị trường tồn, không đổi thay theo thời gian mà Tòa luôn luôn trung thành và bảo vệ.
Song hành với tiến hóa xã hội, quá trình thực thi Hiến pháp không thể tránh khỏi xuất hiện những bất đồng khi áp dụng luật.  Vấn đề mới, mẫu thuẫn mới và cách nhìn mới luôn luôn phát sinh trong cuộc sống, càng thêm phức tạp bởi khoa học kỹ nghệ tiến bộ với tốc độ nhanh chưa từng có.  Tòa án trở thành "biện pháp" cuối cùng để giải quyết mọi bất đồng, mẫu thuẫn trong xã hội theo phương cách văn minh.  Những tiền lệ đã được đặt ra cũng như là những nguyên tắc luật pháp (legal doctrines) được sử dụng để Tòa giải thích luật.  Đối với những vấn đề hòa toàn mới (landmark case) thì kết quả vụ kiện sẽ trở thành một tiền lệ hoặc một nguyên tắc mới để các thế hệ thẩm phán về sau căn cứ vào đó mà xét xử.  Từ 1790 đến nay Tòa Tối cao Liên bang đã thụ lý gần 20.000 vụ cho thấy quy mô các nguyên tắc luật pháp và sự chặt chẽ của pháp luật Hoa Kỳ.  Cộng thêm nhiều thế kỷ các án lệ từ Anh Quốc làm nền tảng cho luật pháp Hoa Kỳ, sự phân loại các vấn đề Luật Hiến pháp không phải dễ dàng.
Tuy nhiên, có thể tạm phân nhóm các vấn đề luật Hiến pháp Hoa Kỳ như sau:

## Quyền lực tổng quát của chính quyền trung ương (liên bang)
bài đang được hoàn thiện
'Chính quyền' (government) ở Mỹ bao gồm ba (3) nhóm cơ quan sau: Hành pháp (nội các), Lập pháp (tức Quốc hội), và Tòa án. Chữ 'Judicial' được dùng chỉ hệ thống tòa án Mỹ, nhưng có khi được dịch thành 'Tư pháp' dễ bị nhầm lẫn với Bộ Tư Pháp là cơ quan thực thi quyền công tố của bên hành pháp.  Ở cấp quốc gia (liên bang) thì có hành pháp liên bang, lập pháp liên bang và tòa án liên bang, và ở cấp địa phương (tiểu bang) thì có hành pháp tiểu bang, lập pháp tiểu bang và tòa án tiểu bang riêng. Trên báo chí, khi nói đến Quốc hội Mỹ tức là cơ quan lập pháp liên bang, khi nói đến Chính phủ Mỹ tức là nói đến cơ quan hành pháp liên bang (nội các), và khi nói đến Tòa án thì phải nói rõ đó là Tòa liên bang, Tòa tối cao, hay Tòa địa phương kèm tên tiểu bang.
1. Chính quyền trung ương Hoa Kỳ theo hệ thống liên bang (federalism) trong đó chính quyền quốc gia (liên bang) tồn tại song song với chính quyền địa phương (tiểu bang).  Mọi hành động của chính quyền liên bang phải được Hiến pháp cho phép.  Ngoài ra, Hiến pháp cũng có quy định một số lãnh vực mà cả hai chính quyền đều có thẩm quyền, nhưng thẩm quyền của chính quyền liên bang được ưu tiên hơn.
2. Điều khoản về sự "Cần Thiết và Hợp Lẽ": khi Hiến pháp giao một số quyền giới hạn cho chính quyền trung ương liên bang, Hiến pháp cũng quy định rõ chính quyền liên bang mà cụ thể là Quốc hội Mỹ (liên bang) được phép ban hành tất cả các luật "cần thiết và hợp lẽ" để thi hành các quyền (giới hạn) mà Hiến pháp giao cho chính quyền trung ương liên bang.  Điều này có nghĩa là nếu Quốc hội Mỹ muốn (làm luật nhằm đạt) một tiêu chí nào đó trong quyền hạn cụ thể (được Hiến pháp cho phép) thì Quốc hội Mỹ có thể dùng mọi phương thức và phải hội đủ 2 điều kiện: (1) liên quan một cách hợp lý đến tiêu chí đó, và (2) phương thức sử dụng không bị Hiến pháp cấm.
3. Không thể vi phạm điều khoản cụ thể khác trong Hiến pháp: Đôi khi hành vi của chính quyền liên bang (Quốc hội, Nội các) được Hiến pháp cho phép, nhưng nếu hành vi ấy lại vi phạm điều khoản Hiến pháp khác đảm bảo quyền lợi của công dân thì hành vi của chính quyền sẽ bị xem là vi hiến.  Nói cách khác, mọi hành vi của chính quyền liên bang (dù trong thẩm quyền) nhưng phải không xâm phạm quyền lợi ích công dân cụ thể đã được Hiến pháp bảo vệ.
4. Chính quyền trung ương liên bang có những quyền lực giới hạn: Các nhà lập quốc và hội nghị Hiến pháp đã nhất trí chỉ giao cho chính quyền trung ương liên bang một số quyền có giới hạn và lượng số rõ ràng.  Nói cách khác, chính quyền trung ương liên bang (hành pháp liên bang, lập pháp liên bang và tòa án liên bang) chỉ có quyền hạn được quy định cụ thể trong Hiến pháp Hoa Kỳ. Vì thế mỗi khi Quốc hội Mỹ (lập pháp liên bang) thông qua một đạo luật, hay Tổng thống Mỹ (hành pháp liên bang) ban hành một pháp lệnh, hoặc Tòa án liên bang ra một phán quyết, mỗi hành động của chính quyền trung ương liên bang đều phải được quy định cụ thể trong Hiến pháp Hoa Kỳ.  Còn với chính quyền địa phương (tiểu bang), họ có thể làm bất cứ điều gì họ muốn, ngoại trừ những điều bị CẤM cụ thể trong Hiến pháp Hoa Kỳ). Một số điểm cần lưu ý như sau:

- Chính quyền trung ương không có quyền tổ chức cảnh sát: Quyền 'cảnh sát' thuộc về chính quyền địa phương (tiểu bang) và đây là một ví dụ rõ ràng nhất về sự khác biệt giữa chính quyền trung ương (liên bang) và chính quyền địa phương (tiểu bang).  'Quyền cảnh sát nói chung' (general police power) được hiểu là quyền quản lý với mục đích duy nhất là đảm bảo trị an cuộc sống cho người dân.  Nghe có vẻ mâu thuẫn, nhưng thực tế chính quyền trung ương liên bang không có 'quyền cảnh sát nói chung' này.  Trái lại, mỗi đạo luật liên bang hay pháp lệnh liên bang phải được cho phép bởi một điều khoản cụ thể trong Hiến pháp Hoa Kỳ (ví dụ: điều khoản Thương mại, điều khoản được thu thuế và để chi trả.v.v.)
- Quyền thu thuế và chi trả cho trị an cuộc sống: Quốc hội Mỹ (liên bang) được Hiến pháp giao quyền "đặt ra thuế và thu thuế để trả nợ và cung cấp cho trị an cuộc sống ở Hoa Kỳ (điều 1 khoản 8)".  Tuy nhiên phải hiểu rằng: quyền "đặt ra thuế và thu thuế" này phải được dùng cho việc "trả nợ và cung cấp cho trị an cuộc sống".  Nói cách khác, chỉ khi nào chính quyền liên bang "cung cấp cho trị an cuộc sống" thì chính phủ mới được quyền đặt ra các loại thuế và thu thuế.  Như thế nghĩa là 'quyền cảnh sát nói chung' của chính phủ liên bang là một quyền có điều kiện, chứ không phải là một quyền mặc nhiên.

### Quyền lực Hiến pháp trao cho cơ quan Lập pháp (Quốc hội Hoa Kỳ)
Quốc hội Hoa Kỳ có những quyền hạn chủ yếu như sau:
- Quyền (làm luật để) quản lý thương mại liên bang (tức là mọi giao dịch có phạm vi từ 2 bang trở lên) và quản lý ngoại thương.
- Quyền thu thuế và chi (tiền thuế thu được)
- Quyền quản lý Thủ Đô (District of Columbia)
- Quyền quản lý đất đai thuộc sở hữu chính quyền liên bang
- Quyền tuyên chiến và quyền thành lập quân đội và cấp ngân sách cho quân đội
- Thi hành những tu chính án phát sinh trong cuộc Nội Chiến

### Quyền lực Hiến pháp trao cho người đứng đầu cơ quan Hành pháp (Tổng thống)
Tổng thống có những quyền chủ yếu sau:
- Thi hành luật do Quốc hội ban hành
- Lãnh đạo và điều khiển quân đội với chức vụ Tổng Tư lệnh
- Ký kết các hiệp ước với nước ngoài, nhưng các hiệp ước này phải được 2/3 Thượng viện thông qua.
- Bổ nhiệm Đại sứ Mỹ, và có quyền (ngầm) về kiểm soát chính sách ngoại giao.
- Bổ nhiệm các chức vụ trong bộ máy liên bang bao gồm: các chức vụ trong nội các, các thẩm phán và các đại sứ.  Các chức vụ cao cấp nhất trong nội các như bộ trưởng và trưởng các cơ quan ngang bộ, các thẩm phán và các đại sứ phải được Quốc hội phê chuẩn với số phiếu đa số.
- Ân xá các tội phạm luật liên bang trước khi bị tòa kết án
- Phủ quyết các đạo luật Quốc hội ban hành.  Nhưng Quốc hội có thể vượt qua sự phủ quyết này nếu 2/3 lưỡng viện Quốc hội biểu quyết thông qua

### Quyền lực Hiến pháp giao cho Tòa án
Tòa án liên bang có thể thụ lý những vụ kiện và phân xử mọi tranh cãi trong phạm vi thẩm quyền của Tòa liên bang đã có quy định trong Hiến pháp.
(Đã nói ở trên phần Thẩm Quyền của Tòa án Tối cao Liên bang)

### Quyền lực Hiến pháp giao cho Đảng phái chính trị
Quyền lãnh đạo các cơ quan Lập pháp, cơ quan Hành pháp và Tòa án được Hiến pháp giao cho các cá nhân đứng đầu các cơ quan đó, không giao cho Đảng phái có ứng viên thắng cử.

## Quyền lực về Thương mại của chính quyền trung ương

### Quyền quản lý thương mại
Quyền lực quan trọng nhất mà Hiến pháp trao cho Quốc hội liên bang là quyền "quản lý Thương mại với các quốc gia khác, giữa các tiểu bang và các vùng thiểu số tự trị", thường được gọi tắt là Quyền (về) Thương mại.  Phần lớn mọi hoạt động của Quốc hội Liên bang đều vận dụng quyền thương mại này.  Các cơ quan Hành pháp do Tổng thống đứng đầu thực hiện quản lý thương mại theo các luật do Quốc hội ban hành.

### Quan niệm hiện đại về quyền thương mại của Quốc hội
Quyền (quản lý) Thương mại của chính quyền liên bang tập trung vào 04 lãnh vực quản lý sau đây:
1. Kênh thương mại: được hiểu theo nghĩa rộng nhất bao gồm mọi "kênh" được dùng trong thương mại giữa tiểu bang này và tiểu bang khác như đường bộ, đường thủy, đường không.v.v. Mọi hoạt động thương mại trên những "kênh" này đều thuộc thẩm quyền quản lý bởi các luật do Quốc hội Liên bang ban hành, thậm chí cho dù hoạt động thương mại không vượt phạm vi của 1 tiểu bang, nhưng nếu có lưu thông trên những "kênh" của thương mại liên bang, thì Quốc hội có thể làm luật để quản lý những hoạt động thương mại này.
2. Phương tiện thương mại: được hiểu là các yếu tố con người, máy móc thiết bị, và những phương tiện khác dùng để tiến hành hoạt động thương mại giữa tiểu bang này và tiểu bang khác.  Ngay cả đối với những phương tiện hoạt động ở trong phạm vi tiểu bang nhưng vì có khả năng hoạt động xuyên bang, cho nên cũng thuộc thẩm quyền quản lý bởi các luật của Quốc hội liên bang.
3. Vật chất, thông tin thương mại: khi những vật chất hay thông tin này gia nhập vào dòng chảy thương mại giữa các tiểu bang với nhau, thì Quốc hội có thẩm quyền làm luật để quản lý cách thức sử dụng, phân phối, bảo mật.v.v. những vật chất hay thông tin thương mại này. Cho dù quy mô hay ảnh hưởng nhỏ đến đâu nhưng nếu có trong dòng chảy thương mại liên bang thì cũng đều thuộc thẩm quyền lập pháp của Quốc hội Liên bang.
4. Mọi hoạt động có "ảnh hưởng đáng kể" đến thương mại: đây là lãnh vực mới mẻ, rộng lớn nhất trong thẩm quyền thương mại của Quốc hội Liên bang. Trong đó, khái niệm "ảnh hưởng đáng kể" được giải thích bằng những phép thử sau:
  1. Hoạt động thuộc phạm trù thương mại: là mọi hoạt động mang sắc thái thương mại.  Ngay cả đối với những hành động cụ thể không ảnh hưởng trực tiếp đến thương mại, nhưng nếu vẫn xét thấy thuộc vào một phạm trù chung mang sắc thái thương mại thì cũng thuộc thẩm quyền lập pháp của Quốc hội Liên bang chi phối.  Ví dụ:  trong vụ kiện Wickard v. Filburn (1942), nông dân A có thửa ruộng trồng lúa mì tiêu thụ nội bộ gia đình và thặng dư tiêu thụ ở địa phương, không bán qua tiểu bang khác. Luật Quốc hội (Mỹ) quy định về quy hoạch vùng nông nghiệp quốc gia và phạt những ai trồng vượt quá quy hoạch (phá vỡ quy hoạch). Nông dân A cho rằng mình chỉ tiêu thụ nhỏ lẻ ở địa phương, không tham gia thương mại liên bang nên có quyền trồng thêm bao nhiêu tùy ý, và chế tài của luật đối với hành vi của A là "vượt quá thẩm quyền của Quốc hội". Vụ kiện đưa đến Tòa tối cao Liên bang.  Xét về mức độ ảnh hưởng, Tòa thấy hoạt động nông dân A "trồng lúa mì vượt mức quy hoạch và tiêu thụ địa phương" là không gây ảnh hưởng đáng kể đến hoạt động thương mại liên bang, nhưng hoạt động của A lại thuộc vào một loại hình hoạt động kinh tế thương mại nông nghiệp quan trọng của quốc gia.  Bởi vì lúa mì được sản xuất và tiêu thụ toàn quốc, nên Tòa cho rằng hành vi "vượt quy hoạch" của A lại có "ảnh hưởng đáng kể" đến hoạt động thương mại liên bang. Xét nội dung thảo luận nghị trường về đạo luật nông nghiệp liên quan, Tòa thấy rằng đạo luật trên dùng để quy hoạch và đảm bảo một diện tích trồng lúa mì nhằm để duy trì, ổn định giá lúa mì trên toàn quốc.  Tổng hợp các yếu tố trên, Tòa tuyên rằng hành vi của nông dân A là thuộc thẩm quyền (quản lý) thương mại của Quốc hội liên bang.
  2. Hoạt động, hành vi không phải là thương mại: những hoạt động phi thương mại nếu không thể hiện được các "liên hệ khá rõ ràng" đến hoạt động thương mại liên bang thì không thuộc thẩm quyền của Quốc hội Mỹ.  Ví dụ về 2 vụ kiện sau đây cho thấy rõ điều đó. Trong vụ kiện thứ nhất, U.S. v. Lopez (1995), Quốc hội liên bang đã có luật quy định cấm người dân sở hữu (hoặc mang theo) vũ khí trong khu vực trường học vì cho rằng vũ khí là một mặt hàng trong thương mại liên bang nên thuộc thẩm quyền quản lý thương mại của Quốc hội.  Tuy nhiên, Tòa tối cao Liên bang lại cho rằng đạo luật trên không phải quản lý "mặt hàng vũ khí" mà là quản lý hành vi "sở hữu hoặc mang theo vũ khí trong khu vực trường học".  Mà hành vi "sở hữu vũ khí trong khu vực trường học" lại không thể hiện rõ ràng mối liên hệ nào đến thương mại liên bang. Do đó, Tòa Tối cao đã phán quyết nội dung cấm "sở hữu hoặc mang theo vũ khí trong khu vực trường học" là vi hiến vì vượt quá thẩm quyền thương mại của Quốc hội.  Nếu không có "phép thử" như trên thì Quốc hội sẽ có quyền lực gần như không giới hạn, là trái với Hiến pháp Hoa Kỳ.  Trong vụ kiện thứ hai, U.S. v. Morrison (2000) liên quan đạo luật quy định nạn nhân của bạo hành giới tính (tức là phụ nữ bị đàn ông bạo hành, hoặc ngược lại) có thể thưa lên tòa liên bang đòi đền bù tổn thất kinh tế. Quốc hội lập luận rằng nếu không bắt bồi thường thì rất nhiều phụ nữ ngại đi làm chung với nam giới (vì sợ bị ăn hiếp), sẽ ảnh hưởng đến thương mại quốc gia.  Tòa cho rằng Quốc hội đã vượt quá "quyền thương mại" của Quốc hội, bởi lẽ hành vi mà luật điều chỉnh ở đây là "bạo hành giới tính" vừa chẳng phải là một hoạt động thương mại, cũng không có mối liên hệ rõ ràng gì với thương mại cả.  Vì thế, Tòa cho rằng "bạo hành" không có ảnh hưởng rõ ràng lên thương mại nên phán quyết Quốc hội đã vượt thẩm quyền (quản lý) thương mại. Điều khoản luật ấy bị bãi bỏ.
    - Những hoạt động, hành vi cụ thể nếu có mối liên hệ trực tiếp đến thương mại đều có thể thuộc thẩm quyền thương mại của Quốc hội (còn gọi là nguyên tắc lưỡi câu thẩm quyền)

  3. Không để Quốc hội duy ý chí: Đối với việc xem xét "mối liên hệ rõ ràng ảnh hưởng đến thương mại" của mọi hành vi luật điều chỉnh, Tòa không được phép dựa vào ý chí của Quốc hội khi làm luật.  Nói cách khác, Tòa sẽ đích thân mổ xẻ, xem xét toàn diện mọi khía cạnh cho đến khi Tòa cảm thấy hội đủ các yếu tố cần và đủ trên thực tế, cho dù Quốc hội đã trình bày các lý lẽ nghe có vẻ hợp tình hợp lý Tòa cũng ít khi quan tâm.
  4. Những lãnh vực truyền thống thuộc về địa phương (các tiểu bang): nếu Quốc hội muốn điều chỉnh các hoạt động, hành vi mà từ trước đến nay đang do luật địa phương điều chỉnh, và chính quyền địa phương (các tiểu bang) có nhiều kinh nghiệm hơn chính quyền liên bang, thì Tòa thường không công nhận những hoạt động hành vi này thuộc thẩm quyền thương mại của Quốc hội liên bang.  Những lãnh vực như giáo dục, luật gia đình, và luật hình sự nói chung thường được Tòa ngăn chặn không cho thẩm quyền thương mại của Quốc hội mở rộng sâu vào những lãnh vực này.
    - Tuy nhiên cũng có những ngoại lệ, đối với những lãnh vực trước đây theo truyền thống là do chính quyền địa phương quản lý, nếu Tòa thấy rằng một 'giải pháp toàn quốc' (thống nhất) là cần thiết hơn thì Tòa thường sẽ dành quyền đó cho Quốc hội.  Ví dụ: lãnh vực quản lý môi trường là một lãnh vực truyền thống của địa phương, không phải của trung ương.  Nhưng vì các quy định về môi trường của tiểu bang này có thể gây ra hậu quả không mong muốn cho tiểu bang khác, và các yếu tố môi trường trải dài nhiều địa phương khác nhau, nên một quy định thống nhất toàn quốc là cần thiết và mang lại lợi ích nhiều hơn là để cho địa phương tự quản lý.

### Tu chính án (thứ) Mười về giới hạn quyền lực của chính quyền trung ương
Tu chính án (thứ) Mười đã quy định những quyền lực không được địa phương (các tiểu bang) đồng ý chuyển giao cho chính quyền trung ương bởi Hiến pháp, và nếu những quyền (không được chuyển giao) này không bị Hiến pháp cấm giao cho địa phương, thì chúng thuộc về địa phương, hoặc thuộc về nhân dân.  Tu chính án này tuy chỉ đặt ra một giới hạn khiêm tốn nhưng đôi khi là những giới hạn rất rõ ràng cho quyền lực của chính quyền trung ương (liên bang) trong việc mở rộng thẩm quyền thông qua con đường quyền (quản lý) thương mại của chính quyền liên bang.  Tu chính án này cũng thường được dùng để hạn chế sự quản lý chồng chéo giữa chính quyền trung ương và chính quyền địa phương, và hạn chế chính quyền trung ương quản lý can thiệp sâu vào hoạt động của chính quyền địa phương.
1. Những đạo luật áp dụng chung: nếu Quốc hội liên bang ban hành một đạo luật mang tính áp dụng chung và thuộc thẩm quyền thương mại của Quốc hội, thì việc các địa phương cũng bị ảnh hưởng lây là không quan trọng và chính quyền địa phương không thể dùng Tu chính án Mười để khiếu nại chính quyền trung ương xâm phạm quyền của chính quyền địa phương.
  - Ví dụ: Quốc hội ban hành luật quy định mức lương tối thiểu cho các doanh nghiệp nói chung, và không có ngoại lệ nào dành cho doanh nghiệp nhà nước hoặc cơ quan chính quyền địa phương.  Trong vụ kiện Garcia v. San Antonia Metropolitan Transit Authority (1985), chính quyền bang Texas đã cho rằng hoạt động vận chuyển công cộng (xe buýt, xe metro) của Texas được miễn trừ trách nhiệm phải theo luật lương tối thiểu của liên bang vì đây là một lãnh vực truyền thống của chính quyền địa phương được tu chính án Mười bảo vệ. Tòa tối cao đã cho rằng việc "chính quyền địa phương trả lương như thế nào cho nhân viên của mình" có ảnh hưởng rõ ràng đến thương mại liên bang, là một thẩm quyền Hiến pháp đã giao cho chính quyền liên bang.  Hiến pháp cũng có quy định Thẩm quyền Tối thượng (Supremacy Clause) đối với trường hợp thuộc thẩm quyền của chính quyền trung ương, thì luật liên bang có giá trị pháp lý cao hơn luật của tiểu bang. Nói cách khác, nếu luật liên bang điều chỉnh hành vi của cá nhân thì nhân viên và chính quyền địa phương cũng không được miễn trừ.
2. Xâm phạm cơ chế lập pháp của chính quyền địa phương: tu chính án Mười ngăn cản Quốc hội liên bang không được can dự vào quy trình cơ chế lập pháp của chính quyền địa phương (tiểu bang).  Chính quyền liên bang cũng không được phép áp đặt định hướng cho chính quyền địa phương bằng cách yêu cầu chính quyền địa phương phải làm luật và thi hành chấp pháp một đạo luật của chính quyền trung ương (liên bang).  Lý do là vì các cơ chế lập pháp là một chức năng truyền thống của chính quyền địa phương và được tu chính án Mười bảo vệ không bị các quyền lực của chính quyền trung ương xâm phạm.  Tương tự, chính quyền trung ương cũng không có quyền hạn buộc cơ quan hành pháp của chính quyền địa phương phải thi hành những chức năng nhiệm vụ nhất định quy định bởi luật liên bang, vì đó là nhiêm vụ của chính quyền trung ương, không phải của công chức chính quyền địa phương.  Xem thêm vụ kiện Printz v. U.S. (1994) trong đó Tòa tối cao đã bãi bỏ các quy định của luật liên bang bắt buộc cảnh sát trưởng của chính quyền thành phố địa phương phải tiến hành các bước thẩm tra lý lịch của những người mua bán trao đổi vũ khí.

## Những quyền lực cụ thể khác của chính quyền trung ương liên bang
Xem thêm trong Khoản 8 của Hiến pháp Hoa Kỳ liệt kê những quyền lực cụ thể.

### Quyền đánh thuế (taxing power)
Quốc hội Hoa Kỳ có thẩm quyền "đặt ra và thu những thứ thuế".  Đây là một nguồn quyền lực độc lập của Quốc hội Liên bang, tương tự như quyền "quản lý thương mại liên bang" đã quy định trong Điều khoản Thương mại của Hiến pháp (Commerce Clause).  Quốc hội có thể sử dụng quyền đánh thuế này để tác động lên những hành vi vượt ngoài những nguồn quyền lực độc lập khác của Quốc hội.
1. Quản lý bằng luật thuế: Quốc hội có thể làm luật quản lý các hành vi qua hình thức các loại thuế, chỉ cần có tạo ra nguồn thu từ thuế liên quan đến các hành vi này.
2. Giới hạn của quyền đánh thuế: Hiến pháp cũng đặt ra một số giới hạn cho quyền đánh thuế này như:

a. Các khoản trực thu: những khoản (thuế) thu trực tiếp bởi các địa phương đóng góp (tương tự như chỉ tiêu nộp ngân sách) phải được phân bổ xuống cho các địa phương (tiểu bang) phù hợp quy mô dân số.  Khoản "thuế" này hiện nay không còn thu nữa.
b. Thuế hải quan và thuế đánh lên hoạt động thương mại phải đồng nhất: các loại thuế này không thể có sự phân biệt hay ưu đãi riêng cho bất cứ địa phương nào.
c. Miễn thuế xuất khẩu: mọi hoạt động xuất khẩu của mọi địa phương ra nước ngoài điều được miễn thuế xuất khẩu đánh lên hàng hóa, dịch vụ xuất khẩu.

### Quyền chi tiêu (spending power)
Quốc hội Hoa Kỳ có thẩm quyền thu thuế nhằm mục đích "trả nợ và trang trải quốc phòng cùng các khoản chi phí phúc lợi của Hiệp Chủng Quốc."  Đây là một quy định rõ ràng cụ thể về "quyền chi tiêu".
1. Quyền lực độc lập: đây là một loại quyền lực độc lập, giống như quyền quản lý thương mại liên bang.  Quốc hội Liên bang có thể đặt ra các khoản chi tiêu để đạt được những ích lợi ở mọi cấp độ từ trung ương đến địa phương, cho dù những ích lợi ấy vượt ngoài thẩm quyền của các quyền lực độc lập khác.
2. Các điều kiện hưởng lợi: Quốc hội có quyền đặt ra các điều kiện khi sử dụng quyền chi tiêu của mình để áp đặt các đối tượng thụ hưởng phải có những hành vi thích hợp.  Những điều kiện này có thể nhằm mục đích quản lý những hành vi liên đới khác.  Ví dụ: Quốc hội có thể lập ra quỹ bảo trì đường cao tốc và áp đặt điều kiện về kết cấu đường bộ, giới hạn tốc độ.v.v. cho các địa phương nào muốn nhận tài trợ từ quỹ này, với mục đích "liên đới" là nhằm quản lý thống nhất các tiêu chuẩn xây dựng phát triển vận hành đường cao tốc trên toàn quốc.  Những quy định này cũng nhằm khắc phục tình trạng "trên bảo dưới không nghe" nhưng vẫn được hưởng lợi vì thiếu các điều kiện ràng buộc.  Sở dĩ Quốc hội có thể đặt ra các điều kiện này là vì Hiến pháp có quy định cho Quốc hội được phép sử dụng mọi biện pháp cần thiết để đạt được các mục tiêu nằm trong thẩm quyền quản lý của mình (còn gọi là thẩm quyền Cần Thiết và Phù Hợp - Necessary and Proper Clause).

### Khoản chi phí phúc lợi (general welfare)
Khi Quốc hội sử dụng quyền chi tiêu, thì các chi tiêu của Quốc hội phải có mục đích rõ ràng. Cụ thể đó là nhằm "trang trải... các khoản chi phí phúc lợi".  Về mặt này, quy tắc về ngữ pháp được áp dụng cho thấy "các khoản chi phí phúc lợi" chỉ là bổ ngữ cho động từ "trang trải" (chi tiêu), và do đó việc "quản lý các chi phí phúc lợi nói chung" không thuộc thẩm quyền của Quốc hội.  Quốc hội chỉ được quản lý "các chi phí phúc lợi" do Quốc hội quyết định chi tiêu, và không được quản lý các loại hình phúc lợi khác mà Quốc hội không phân bổ ngân sách.  Rõ ràng, Quốc hội không thể nhân danh "mang lại lợi ích hay phúc lợi chung" mà đặt ra các loại luật lệ vì đây không phải là một thẩm quyền độc lập của Quốc hội mà là thẩm quyền có điều kiện.

### Quyền về chiến tranh, hiệp ước và quản lý ngoại giao
1. Quyền tuyên chiến: Quốc hội Liên bang được Hiến pháp giao cho quyền tuyên chiến và để phục vụ mục đích này, Quốc hội cũng được giao cho quyền thu thuế để trang trải quốc phòng.  Ngoài ra Quốc hội còn được trao quyền xây dựng và duy trì quân đội cũng như là hải quân.  Tuy nhiên, quyền này có sự chia sẻ giữa Quốc hội và Tổng thống.  Hiến pháp giao cho Tổng thống quyền thống lĩnh tối cao của lực lượng vũ trang.  Thẩm quyền về chiến tranh của Quốc hội cũng được mở rộng sang quản lý những lãnh vực "hậu chiến" khi giao tranh đã kết thúc nhưng các yếu tố có liên quan đến chiến tranh trước đó vẫn còn tồn tại kéo dài.
2. Quyền hiệp ước:  đây cũng là một loại quyền được chia sẻ giữa Quốc hội Liên bang và Tổng thống.  Tổng thống có thể ký kết hiệp ước với nước ngoài nhưng hiệp ước này phải được 2/3 phiếu ở Thượng viện (Senate) thông qua.  Những hiệp ước quốc tế đã được phê chuẩn nếu có mâu thuẫn với các luật liên bang trước đó thì các hiệp ước quốc tế có hiệu lực cao hơn.  Như thế, quyền chuẩn y (phê chuẩn) các hiệp ước do Tổng thống ký kết là một quyền lực độc lập của Quốc hội.  Tuy nhiên, không một hiệp ước nào có thể xâm phạm các quyền đã được Hiến pháp bảo hộ hoặc cấm đoán.  Tổng thống có thể ký kết "thỏa thuận hành pháp" với nước ngoài mà không thông qua Quốc hội, việc này tuy Hiến pháp không cấm nhưng nếu các vấn đề thỏa thuận nằm trong phạm vi thẩm quyền của Tổng thống thì cũng có giá trị như hiệp ước, nhưng không được trái với luật hiện hành.
3. Quản lý ngoại giao: là lãnh vực mà Hiến pháp không có sự phân chia rõ ràng giữa Quốc hội và Tổng thống.  Tuy nhiên, Tòa tối cao Liên bang đã chấp nhận "nguyên tắc hiến pháp" thể hiện quyền quản lý ngoại giao thuộc về Quốc hội và Tổng thống mà không thuộc về địa phương.

### Những quyền lực khác
Một danh sách tóm tắt các quyền lực khác của chính quyền liên bang (Quốc hội, Hành pháp, và Tòa án) xin xem ở phần "Quyền lực tổng quát của chính quyền liên bang" ở trên.

## Hai (2) giới hạn của chính quyền địa phương (state): Điều khoản về Thương mại và chủ trương pháp luật của Quốc hội
đang phát triển

## Miễn truy tố các cơ quan liên ngành và quan hệ giữa các chính quyền tiểu bang
đang phát triển

## Về phân chia quyền lực
đang phát triển

## Quyền được đối xử đúng luật
đang phát triển

## Quyền được đối xử công bằng
đang phát triển

## Tu chính án 14; Đặc quyền và miễn truy tố; Bảo vệ quyền công dân; Điều khoản hợp đồng; Hồi tố; Cấm mọi hình thức xâm phạm quyền lợi ích không qua tòa án;
đang phát triển

## Hành vi xâm phạm của chính quyền
đang phát triển

## Vai trò Quốc hội bảo vệ quyền dân sự
đang phát triển

## Tự do bày tỏ ý kiến, chính kiến
đang phát triển

## Tự do tôn giáo, hành đạo
đang phát triển

## Điều kiện thụ lý của tòa liên bang
đang phát triển